# Aranoethra
Aranoethra là một chi nhện trong họ Araneidae.